# 太陽強奪
『太陽強奪』（たいようごうだつ　原題：The Star Stealers And Other Stories）は、アメリカ合衆国のSF作家エドモンド・ハミルトンによるSF短編集である。人類を含む多数の異星人種族で構成される星間パトロール (Interstellar Patrol) が活躍する5つの短編が収録されている。

## 収録されている短編

### 激突する太陽 (Crashing Suns)
初出は「ウィアード・テイルズ」誌　1928年8月号。日本では「S-Fマガジン」　1966年10月号に掲載。
太陽系惑星連合の最高評議会に、ジャン・トールが出席を求められた。彼は太陽系巡視船の船長である。会議が始まると議長が言った。「アルト」として知られている赤色巨星が、太陽系に向かって毎秒数万マイルの速度で近づいてきている。このままでいけば1年後には、数百億マイルも離れてすれ違う予定だった。だが8週間前からアルトの進路が変わり、まっすぐわれわれの太陽に向かってきている。二つの太陽がぶつかれば、惑星などは燃え尽きてしまう、と。だが幸いなことに、3年間にわたって研究していた推進原理を応用し、光速と等しい速度を出せる新型宇宙船が完成したので、その船にトールと乗員が乗り組んで、アルトを調査してほしいというのだった。新型宇宙船には、光速推進の理論を完成させた科学者サート・センも同乗し、40日間の航行ののちにアルトに到着した。この赤色巨星の周りを13個の惑星が公転していて、一行は最も内側の惑星に向かった。そこには都市があり、その上空に達したときに白い光線が宇宙船に向かってきて、ふいに船は落下しはじめた。サート・センが叫んだ。「あの光線には、吸引力がある」。墜落した船と一行は、異星人に捕らえられた。その異星人は、直径1ヤードほどの球体の身体に、長さ12インチほどの2本の腕と6本の脚を持っていた。球体人はサート・センと筆談で対話した。センは自分たちがシリウスから来た、とごまかしておいた。対話によって球体人の歴史と、これからの計画を知った。それらはアルトが若い恒星で、豊富な光と熱を与えてくれる時代に、一番遠い惑星に生まれ文明を築いた。やがてアルトが年老いて冷えてくるにしたがい、順番に内側の温暖な惑星に移住したが、ついに一番内側の惑星に住むことになった。これ以上アルトが冷えれば、それらは滅亡する。将来、わが太陽の近くを通過することが分かったので、アルトの進路を変えてぶつけようとしていたのだ。二つの太陽が合体すれば、新しい若い太陽が誕生して光と熱を供給してくれるので、それらは遠い惑星に移住して安泰に暮らすという計画であった。球体人の目を盗んで脱走した一行は、墜落していた宇宙船で離陸した。船は構造が頑丈だったので、小破していても航行に支障はなかった。太陽系に帰還した一行は、最高評議会に報告した。すべての惑星の生産能力をそそいで、大量の光速宇宙船が建造された。アルトに向かい、球体人の野望を打ち砕くためである。しかし、吸引光線で捕獲したトールの宇宙船を研究した球体人たちも、同等の性能を持った船を建造して、待ち構えていたのだ。

### 太陽強奪 (The Star Stealers)
初出は「ウィアード・テイルズ」誌　1929年2月号。日本では「S-Fマガジン」　1967年1月号に掲載。
太陽系は銀河連邦の一員となり、連邦艦隊へ艦船を派遣していた。艦長ラン・ララクは、光速の80倍もの速度で航行する船の中で考えていた。連邦艦隊から呼び戻され、海王星にある「天文情報調査局」へ出頭を命じられたわけを。調査局についた彼は、局長フルス・ホルから驚くべき話を聞かされた。銀河系の外の宇宙空間に「巨大な暗黒星」が発見されたというのだ。背後の銀河の光を遮ったときに発見されたらしい。その星はアンタレスやベテルギウスよりも大きく、銀河系のふちをかすめるだけだったが、この2週間のうちに軌道を変えて太陽系のそばを通過することも明らかになったらしい。局長は話を続けた。「そこでこの星を調査するために、50隻からなる恒星船団を組織したので、その護衛をしてほしい」と。出発して1日後に宇宙空間の渦巻きによって4隻を失ったが、彼らは進み続けて6日で暗黒星に到着した。そこは放射性物質が微光を発し、空気があり、都市もあった。そして一群の円錐形飛行船が舞い上がり、エーテル爆弾で攻撃してきた。戦闘力があるのはララクの艦だけなので、一方的に船団を失い、1隻だけが必死に逃げようとしていた。ララク艦も後部に被弾して不時着したが、損害は軽微だった。艦を隠してから、ララクを含む4人が徒歩で都市へ偵察に向かった。そこには底面の直径が数フィート、高さ3フィートの円錐型の体に、底面から1ダースもの触手の生えた生物がいた。一行は円錐船に見つかりエーテル爆弾で攻撃され、触手人の一団に襲われた。頭を打ったララクが気が付いたとき、10週間が経過していた。4人のうち1人は生体解剖されたが、他の乗組員が触手人とコミュニケーションを確立し、それらの歴史と計画を知っていた。それらはこの孤独な恒星を回る、惑星のひとつに文明を築いた。恒星が年老いて冷えると、1個の惑星を投入して燃え上がらせた。これを繰り返して生き延びてきたが、恒星が燃え尽きて暗黒星になったとき、その表面に移住した。やがて我が太陽に接近することがわかると、暗黒星の軌道を変えて、太陽のすぐそばを通過するようにし、重力で捕えて暗黒星の周りを公転させようというのだ。そのための重力集中装置を守るため、常に円錐船がパトロールしているのだと。一行は脱出を決行し、隠してある艦に向かった。

### 星雲のなかで (Within the Nebula)
初出は「ウィアード・テイルズ」誌　1929年5月号
カノープスにある銀河連邦評議会の会場に、銀河系内の知的種族一千種の代表者が集まった。議長が話し始めた。オリオン大星雲として知られている高温のガス雲が、数週間まえから回転を始めた。その速度は日ごとに早くなっており、あと2週間ほどで四方に飛散することになる。高温のガスが散らばれば、惑星は焼かれ、恒星はガスの塊となってしまう。この星雲が回転する原因を探らなければならない。幸いなことに、太陽コロナを研究するために建造中の宇宙船があり、これは数千度の高温にも耐えることができる。船は小型なので3人の乗員しか乗せられない。これから、過去の業績や宇宙航行の経験が豊富なその3人を選定する。議長の声が響いた。「アークトゥルスのサー・サン、カペラのジョー・ダハット、太陽828（地球の太陽）のカー・カル」。3人の乗った宇宙船は、10日あまりの航行ののちにオリオン大星雲に到着した。高温の表面に沿って調査していたところ、突然ガスのほのおが伸びてきて船を内部にひきずりこんだ。エンジンを全開にしても脱出できず、星雲の内部に出た。そこは空洞になっていて、中心には巨大な惑星があった。惑星の表面は黒い金属に覆われていて、ひとつだけある縦坑からは白い光が出ていた。縦坑の調査に向かった船は、光に当たるとエンジンが停止し、縦坑の底に不時着した。そこには生き物がいた。不定形で数フィートの大きさがあり、偽足で移動する星雲人だった。それらに捕らえられた一行は、並みの星雲人の5倍は大きな身体を持った「星雲王」と会った。星雲王はジョーと機械で接続し、お互いの思想を交換した。急にジョーは暴れだし王に襲い掛かったが、衛兵に阻止された。その理由は、星雲王の野望を知ったからである。この惑星が星雲の内部に誕生し、生命が芽生えて文明を持った。周りの星雲からの熱によって惑星は快適だった。長い年月が過ぎるうちに、星雲が収縮しはじめて惑星に接近してきた。その熱をさえぎるため、星雲人たちは惑星の表面を金属で覆い、地下に移住した。だが、また年月が経つうちに星雲がだんだん接近してきて、熱によって温度があがってきた。そこで巨大惑星の自転エネルギーを、星雲に伝える力線をあてて、星雲を回転させていたのである。あの縦坑から出ていた光が力線だったのだ。3人は深さ25フィートほどの、なめらかな金属で作られた縦坑に監禁された。梯子もロープも無く、脱出は無理かと思われたが、3人が手足をいっぱいに伸ばして、人間ピラミッドを作って逃げ出した。回転を止めるために、残された時間はあと1時間あまりだ。

### 彗星を駆るもの (The Comet Drivers)
初出は「ウィアード・テイルズ」誌　1930年2月号
銀河系の外縁に、星間パトロールの艦艇が1000隻も集合していた。これは外宇宙空間に巨大な彗星が発見され、それが銀河系に向かってきているからである。彗星が銀河系の内部に飛び込んでくれば、そのコマが持つ電気エネルギーによって、天体たちを破壊するだろう。これらの艦艇の任務は彗星の核を発見し、それに力線を放射してコースを変えて彗星を銀河系の外へ送り出すことであった。彗星に向かった艦隊は、9日間の超光速航行ののちにその姿を肉眼で捉えていた。核への進入口を探すうちに、彗星の前方を航行する立方船の群れを発見した。それらは100隻あまりもあり、一辺の大きさが数千フィートもある巨大なものだった。立方船の群れは銀河艦隊に向かってきて、両者のあいだで戦闘が交わされた。やがて数に劣る立方船は逃げ出した。それらは彗星の尾が噴き出す方向に向かい、Uターンして尾の中に入ると、尾の中を遡って核に近づいていく。それを追撃する銀河艦隊は、コマのあいだの狭い通路を通過するときに、かなりの艦を相互の衝突で失った。やがて広い空間に飛び出した。彗星の中心には、円盤状の巨大天体があり、その周りを1ダース以上の小型の天体が公転していた。その天体からは新たな立方船の群れが上昇してきた。その数は数万隻はあり、銀河艦隊に襲い掛かってきた。仲間の艦の中には、巨大天体に不時着するものもある。圧倒的な戦力の差もあって、銀河艦隊はわずか6隻を残すだけになった。脱出しようとしたが、コマの出口は立方船で塞がれていた。やむなく生き残った艦艇は、小天体のひとつにある山岳地帯の巨大な割れ目に隠れた。彼らを探していた立方船の一団が、近くに着陸した。立方船船から現れたのは、液体生物だった。それらは一か所に集まると、一つに混じり合った。彗星人はこうして会話していたのである。やがて回りが暗くなり、遠くから銅鑼をならす音が聞こえてきた。彗星人は人工的に昼夜を作り出していた。この機会に乗じて、一行は不時着した仲間を探すため、巨大天体に向けて出発した。

### 宇宙の暗雲 (The Cosmic Cloud)
初出は「ウィアード・テイルズ」誌　1930年11月号
銀河系の中央に横たわり、直径数十億マイルもの広さをもつ暗黒星雲がある。この中では光の振動が全くなく、完全な暗黒であった。数年前に、デネブ人科学者と助手たちの乗った宇宙船が、探検のために突入したが帰ってこなかった。最近、この暗黒星雲の周辺で、立て続けに宇宙船の消失事件が発生していた。はじめは、数百隻の船が強力な力に引かれて、この中に引きずりこまれた。星間パトロールの巡視船20隻あまりが現場に急行したが、遭難船の姿はなく、信号もとだえて手掛かりは全く残っていなかった。次には、1000隻もの宇宙船が同じように星雲に呑み込まれた。再び星間パトロールの一個中隊が現場を捜索したが、今度も手掛かりはなかった。2日間の捜索でも変わったことがなかったので、付近の通行止めを解除した。すると三度目の事件がおこり、また1000隻もの宇宙船が失われた。事件の原因を究明して、通行止めを解除しなければ、星間貿易は半身不随になってしまう。優秀な3人のパトロール隊員が選ばれ、乗組員とともに暗黒星雲を調査することになった。彼らの船は星雲の周囲を探査したが、何も異常はなかった。すると突然の衝撃があり、船は星雲に引きずりこまれた。エンジンを全開にしても抗することができず、船はだんだんと落ちていく。やがて船内のすべての明かりが消えた。そして、船外からは空気中を飛ぶときのような音が聞こえてくる。引っ張る力が止まると同時に、他の宇宙船が接舷するような音が聞こえてきた。エアロックから侵入した何者かは、笛のような声を発して暗闇のなかでも行動できるようだった。パトロールの一行は捕らえられ、船はどこかに着陸した。そこは惑星だった。連行される一行の1人が逃げ出した。暗闇の中を手探りで進み、暗黒生物とぶつかっては格闘しながら、彼は広くて静かな場所にでた。そこにあったものは、手で触れてもわかる銀河系の宇宙船の群れだった。そのあとで彼は、何者かとぶつかったが、それは銀河系言語で話すではないか。それは数年前に行方不明となっていたデネブ人科学者だった。彼も暗黒生物に捕らえられ、情報を提供させられたという。

## 書誌情報
- 『星間パトロール　太陽強奪』　深町真理子訳　ハヤカワSF文庫　1972年3月31日発行　ISBN-13: 978-4150100537